# Leptogomphus elegans
Leptogomphus elegans är en trollsländeart. Leptogomphus elegans ingår i släktet Leptogomphus och familjen flodtrollsländor.

## Underarter
Arten delas in i följande underarter:
- L. e. elegans
- L. e. hongkongensis